# Ибрагимов, Гарун Халилович
Гару́н Хали́лович Ибраги́мов (17 марта 1925, Мишлеш — 29 ноября 2012, Махачкала) — советский и российский лингвист-кавказовед, доктор филологических наук, профессор, создатель цахурской письменности и один из создателей рутульской письменности на кириллице, член Союза журналистов РФ и РД, основатель первой в истории цахуров республиканской газеты на родном языке «Нур» и ставший первым её главным редактором. С 1982 года заведующий кафедрой общего языкознания Дагестанского государственного педагогического университета. Отец А. Г. Ибрагимова.

## Биография
Трудовую деятельность начал после окончания седьмого класса Мишлешской семилетней школы в 1941 году — был принят на работу диктором и корреспондентом районного радиовещания. В 1942—1947 годах, работал учителем и заведующим Муслахской начальной школы, а затем учителем Мишлешской семилетней школы.
В 1942—1943 годах принимал активное участие наравне со взрослыми в поддержке и помощи советским войскам, прибывшим на защиту Кавказа и дислоцированных в южном Дагестане, в том числе и на территории Рутульского района (Диндидагской перевал, селения Мишлеш, Кальял и др.), в штабной работе, в налаживании связи, переводчиком при общении военных с местным населением.
Образование получил в Азербайджанском государственном педагогическом институте русского языка и литературы им. М. Ф. Ахундова в г. Баку, где учился в 1947—1949 годах. Институт окончил с отличием и был направлен учителем в Алиабадскую грузинскую среднюю школу. В 1949 году присвоено звание лейтенанта.
Был призван в ряды Советской Армии в качестве политработника. В 1951 году в Закавказском военном округе в городе Гори Грузинской ССР окончил шестимесячные курсы политработников. Затем в 1951—1954 годы служил в воинских частях замполитом роты, батальона в городах Астара, Нахичевань, Джульфа.
После демобилизации в ноябре 1954 году вернулся в Дагестан, был приглашён работать инспектором министерства просвещения Дагестанской АССР, оттуда в январе 1955 года был направлен на работу в свой район, где был назначен директором Рутульской средней школы. В последующем занимал должности: заместитель заведующего отделом пропаганды и агитации Рутульского райкома КПСС, заведующий отделом культуры Рутульского райисполкома.
В 1958 году, окончив Дагестанский государственный университет, Областной комитет КПСС направил Ибрагимова на службу во внутренние войска политработником, впоследствии секретарём партийной организации команды, дивизиона в городах Махачкала и Пятигорск до 1962 года. В годы службы в свободное время продолжал заниматься наукой, сдал кандидатский минимум.
Областной комитет КПСС в 1962 году отозвал его из армии для занятия научной деятельностью, работал в Дагестанском филиале АН СССР в Институте истории, языка и литературы.
Кандидатскую диссертацию защитил в 1965 году в Баку, в 1980 году защитил докторскую.
В 1980-х годах Ибрагимов принимал участие на заседаниях Академии наук СССР при обсуждении вопросов о языках народов СССР и о их статусе. Он был приглашён в Президиум Верховного Совета СССР и включён в состав Комиссии Верховного Совета СССР по составлению Закона «О языках народов СССР», председателем Комиссии был поэт, депутат Верховного Совета СССР Давид Кугультинов. В её состав вошли 100 известных партийных, советских, научных работников со всего СССР. Разработанный этой комиссией Закон «О языках народов СССР» был принят 25 мая 1991 года на сессии Верховного Совета СССР.
В 1980 году Ибрагимову было присвоено учёное звание профессор, с 1982 года он работал заведующим кафедрой общего языкознания Дагестанского государственного педагогического университета. Его усилиями была создана новая кафедра общего и дагестанского языкознания, в филологическом факультете он добился открытия отделений по подготовке специалистов по девяти дагестанским языкам. Затем на этой базе был открыт факультет дагестанской филологии, руководителем которой стал один из его учеников, доктор филологических наук, профессор Ибрагим Ашрапудинович Дибиров. Он добился общего признания в научных кругах факультета дагестанской филологии ДГПУ по изучению и исследованию не только дагестанских, но и кавказских языков.
Ибрагимов принимал участие в создании первого телевизионного фильма о Рутульском районе в сотрудничестве с телевидением Дагестана «В верховьях Самура». Совместно с цахурской интеллигенцией добился выделения эфирного времени для ведения телепередач на цахурском языке.
Ибрагимов в своих научных трудах отстаивает идею причастности Дагестана и его народов к древним цивилизациям Ближнего и Среднего Востока, Древней Месопотамии. Дагестан и его народы рассматривает как правопреемника исторической Кавказской Албании, на фактическом материале и квалифицированно обосновывает наличие письменности у народов Дагестана ещё до н. э. Албанскую письменность (430 год) рассматривает как реформированное письмо в связи с принятием албанцами-йикийцами христианства в качестве государственной религии в 313 году.
До самой смерти Ибрагимов вел научную и педагогическую деятельность, готовил докторов и кандидатов наук, являлся профессором кафедры языкознания Дагестанского государственного педагогического университета, членом ряда научных советов, в том числе и специализированный, по присуждению учёных степеней докторов и кандидатов наук.

## Вклад
Научная деятельность Гаруна Халиловича охватывала не только языки Кавказа, но и проблемы истории, этнологии, религии. Научные труды публиковались на английском и немецком языках, он поддерживал научные контакты с ведущими научными центрами и вузами Франции, Голландии, Швеции, Израиля.
Накопленные обширные и глубокие знания он с удовлетворением и душою передавал своим многочисленным ученикам и последователям, создал свою научную школу, имел множество талантливых последователей. Под его руководством подготовлены 7 докторов и более 30 кандидатов наук.
Благодаря этому в своё время эти народы получили право иметь своих представителей в высшем органе исполнительной власти — Государственном Совете Республики Дагестан и вошли в число имеющих свою письменность 14 народов Дагестана. Он впервые ввёл в научный язык термин «новописьменные языки». С его именем связаны такие понятия: «экология языка», «мир твоему дому», которые впоследствии стали использовать как темы телевизионных передач.
Особое место в его научной деятельности занимали работы, связанные с Кавказской Албанией и письменностью народов Дагестана в прошлом и в настоящем.
Являлся автором ряда крупных научных проектов, в частности: «Российская школа» (применительно к Дагестану), «Выживание и развитие малочисленных этносов»", «Народы Дагестана: возрождение и развитие», «Сохранение и развитие этноязыковых и этнокультурных традиций в Дагестане и Азербайджане», «Преемственность духовных, этнокультурных и этноязыковых ценностей народов Дагестана с древнейших времён до наших дней», «Научное и учебно-методическое исследование языков Дагестана» и др.

## Награды и звания
Заслуженный деятель науки Дагестанской АССР (25 апреля 1985).
- Лауреат Государственной премии Республики Дагестан 1992 года в области общественных наук.
- Дипломант премии Союза журналистов РД «Золотой орёл».
- Член Европейского общества Кавказологов.
- Член Совета старейшин при президенте Республики Дагестан.
- Доктор филологических наук.
- Профессор, заведующий кафедрой общего языкознания ДГПУ.
- Академик Национальной академии наук Дагестана.
- Основатель научной школы «Этноязыковой Кавказ».[9][10][11]

## Семья
- Отец — Халил
- Мать — Соня
- Сын — Александр